# Personaggi de I liceali
Questa è la lista dei personaggi de I liceali, serie televisiva italiana.

## Personaggi principali

### Antonio Cicerino
Antonio Cicerino (interpretato da Giorgio Tirabassi) è un professore di provincia che insegna letteratura ed ha una figlia adolescente, Elena. Anni prima aveva chiesto trasferimento insieme alla moglie (ora defunta). All'inizio non era stata accolta la richiesta, ma dopo tanti anni Cicerino viene trasferito da un istituto tecnico di provincia ad un liceo classico di Roma, il "Colonna". All'inizio è malvisto dai ragazzi, soprattutto da Claudio Rizzo e Monica Morucci, ed i professori lo vedono come un collega strambo e fin troppo innovatore. Ma con il tempo verrà accettato da tutti e nascerà una storia d'amore con la professoressa Sabatini. È una persona un po' insicura, e a tratti timida, spesso apparendo ridicolo agli occhi degli altri fatica a legare con la gente, persino Elena spesso lo trova imbarazzante, infatti dopo la morte della moglie si sono molto allontanati, benché sia un padre affettuoso. Per lui è indispensabile guadagnarsi la fiducia degli studenti, spesso li aiuta a mettere anche ordine nelle loro vite private, col tempo infatti i suoi studenti si affezioneranno a lui sempre di più, e anche il rapporto con la figlia migliorerà. Nella seconda stagione interromperà la relazione con Enrica anche se alla fine i due capiranno di amarsi e torneranno nuovamente insieme. Non appare nella terza stagione, essendosi trasferito a Torino insieme a Enrica dopo averla sposata.

### Enrica Sabatini
Enrica Sabatini (interpretata da Claudia Pandolfi) è l'insegnante di storia dell'arte. Tuttavia esercita la professione malvolentieri, dimostrando, anzi, grande sfiducia nell'istituzione scolastica e negli alunni stessi, molti dei quali preferiscono girovagare per la scuola anziché assistere alle sue lezioni. È un tipo disordinato e introverso e all'inizio della serie chiede di dimettersi per poi trasferirsi in Francia. Con il tempo cambierà idea, grazie all'incontro con Cicerino del quale si innamorerà e grazie anche all'amicizia instaurata con la coinquilina, la professoressa di francese Melanie Desmoulins. La storia proseguirà nella seconda stagione, attraversando anche un periodo nel quale ella crede di essere incinta. Ma, scoperto di aver sbagliato, verso la metà della seconda stagione lascia il collega Cicerino bruscamente. Intreccia una storia d'amore con un nuovo professore, Enea Pannone, rifiutando in ultimo di sposarlo in comune, torna con Antonio Cicerino. Non appare nella terza stagione, così come Cicerino, come rivela Cavicchioli si è trasferita a Torino con Cicerino dopo averlo sposato.

### Enea Pannone
Santino "Enea" Pannone (interpretato da Massimo Poggio) è il nuovo professore di matematica del liceo Colonna, a partire dalla seconda stagione; guida un corso autorizzato dal preside con il quale cerca di far interagire tra di loro gli stessi professori, mostrando un particolare interesse per Enrica Sabatini. Avrà una relazione con Enrica, che poi lo pianta in asso dopo averle chiesto di sposarlo per tornare con Cicerino. All'inizio da personaggio secondario, diventa il protagonista della serie in seguito al trasferimento a Torino di Cicerino e Enrica. Enea ama i suoi studenti, per loro a volte è quasi una figura genitoriale putativa, tra l'altro diversamente da Cicerino lui è più carismatico. Viene da una famiglia benestante, ma per indole e scelta, si è allontanato da loro non condividendone gli stessi valori. Intraprende una relazione con la sua collega, Francesca Strada. Salverà l'istituto giocando a Chi vuol essere milionario? e vincendo 300.000 euro necessari per i lavori di ristrutturazione evitando che la scuola dividesse la struttura con la provincia, cosa che avrebbe solo portato problemi.

### Francesca Strada
Francesca Strada (interpretata da Christiane Filangieri) è la nuova insegnante di letteratura, sostituendo Cicerino quando egli lascia l'istituto. Si è trasferita da Perugia. Da subito si viene a instaurare tra lei e Enea un rapporto di affetto e stima reciproca, tra i due c'è un'evidente attrazione, ma a causa di incomprensioni reciproche per loro sarà difficile allacciare un legame. È una donna passionale e gentile, ma per tanto tempo ha dovuto soffocare la sua felicità per stare dietro ai capricci del marito Michele, incastrata in un matrimonio poco appagante. Francesca lascia Michele dopo aver scoperto che la tradiva, così lei e Enea, senza più ostacoli, diventano una coppia.

### Gualtiero Cavicchioli
Gualtiero Cavicchioli (interpretato da Ivano Marescotti) è lo spietato professore di greco e latino molto severo con i suoi studenti, che a stento ottengono la sufficienza con lui. Le donne sono la sua passione, ma non si lega mai a nessuna essendo abituato a stare da solo. Può apparire come un uomo volgare e maleducato (pronunciando espressioni colorite tipicamente emiliano-romagnole) ma è una persona buona, anche lui tiene agli studenti, a modo suo. Nella seconda stagione si scopre che ha una figlia con cui non parla da anni. È molto affettuoso con la sua cagnolina. Benché fosse sua intenzione andare in pensione, dopo il ritiro di Carlo Maria Pera fa richiesta per sostituirlo come nuovo preside del Colonna, e la sua domanda viene positivamente accolta. Dopo la sua promozione, Maristella lo sostituisce come nuova insegnante di greco e latino, si innamora di lei e i due diventano una coppia.

### Melanie Desmoulins
Melanie Desmoulins (interpretata da Diane Fleri) è la giovane professoressa di francese ed amante del preside Carlo Maria Pera. È anche coinquilina di Enrica Sabatini con la quale stringerà una forte amicizia. Decide di lasciare il suo amante che però, non accettando la sua decisione cerca ripetutamente di  sedurla in maniera passiva. Si innamora di Cavicchioli che però, pur provando per lei un certo affetto, non ricambia il suo amore (anche a causa della loro differenza d'età) e infine Melanie si reca in Lombardia per un posto da insegnante.

### Claudio Rizzo
Claudio Rizzo (interpretato da Federico Costantini) è un rampollo della Roma bene. Il fratello Francesco è gravemente malato e lui lo accudisce con tutto il suo affetto. Prende in antipatia Cicerino, il quale cerca solo la sua amicizia, considerandolo un uomo invadente. Sfoga contro di lui la rabbia per quello che è accaduto a Francesco, tanto da mettersi con la figlia Elena solo per umiliarla e ferire il suo professore. I suoi migliori amici sono Cesare Schifani e Valerio Campitelli. Quando Francesco muore, per disperazione tenta il suicidio davanti a tutta la scuola, venendo però fermato in tempo. Quando i professori e i suoi compagni di scuola si presentano al funerale di Francesco per confortare Claudio, quest'ultimo si riconcilia con tutti, compreso Cicerino. Nella seconda stagione Cicerino è praticamente un punto di riferimento per lui, infatti dopo la bocciatura lo convince a non frequentare Princeton e di rimanere invece al Colonna recuperando l'anno scolastico. Supererà l'esame di ammissione presso l'università Normale di Pisa. Alla fine della seconda stagione si fidanza con Monica Morucci.

### Elena Cicerino
Elena Cicerino (interpretata da Carolina Benvenga) è la figlia adolescente di Antonio Cicerino, frequenta la scuola dove insegna il padre, il Colonna. All'inizio non vuole che si sappia a scuola che suo padre è Cicerino e mente anche riguardo al suo cognome, anche se alla fine tutti scopriranno la sua vera identità. Elena si innamora di Daniele tuttavia, dopo che si metteranno insieme, le cose di complicheranno, a cominciare dal fatto che le viene diagnosticata un'aritmia che tenta di nascondere a tutti, oltre al fatto che inizia a provare dei sentimenti per Lucio (il migliore amico di Daniele). Suo padre scopre dell'aritmia quando lei rischia di morire durante una partita di pallavolo, decide poi di lasciare Daniele dato che i sentimenti che prova per lui ormai non sono più gli stessi. Con Jasmine alla fine della seconda stagione trascorre le vacanze in Costa d'Avorio, prima di prendere il suo aereo Lucio la saluta con un romantico bacio, lasciando aperta la possibilità che un giorno potranno stare insieme. Non appare nella terza stagione, si può presumere che sia partita per Torino insieme al padre.

### Lucio Pregoni
Lucio Pregoni (interpretato da Vittorio Emanuele Propizio) è uno degli studenti della scuola, suo padre gestisce una concessionaria. Simpaticone e un po' superficiale, è il migliore amico di Daniele. Superata l'iniziale infatuazione per Jasmine, dopo un incidente con l'automobile, convinto di essere stato salvato dalla Divina Provvidenza, intraprende un cammino religioso che lo conduce al desiderio di diventare prete (con profondo rammarico della propria famiglia). Decide anche di battezzarsi non avendolo mai fatto da bambino per via dell'ideologia comunista del nonno. Tutto per lui si complica quando si innamora di Elena, la fidanzata di Daniele, oltre alla morte del padre, che rimette in discussione le sue scelte. All'esame di maturità passa con 61 su 100. Decide di interrompere il suo percorso spirituale, e quando Elena parte per la Costa d'Avorio la bacia all'aeroporto, probabilmente pronto ad aspettarla quando lei tornerà.

### Daniele Cook
Daniele Cook (interpretato da Alberto Galetti) è uno studente della scuola, ragazzo anticonvenzionale, viene da Milano e si trasferisce per problemi riguardante la madre che cura sempre poiché ha un temperamento infantile oltre ad avere manie depressive. Lui e il padre non si vedono spesso, hanno un rapporto praticamente inesistente. Ama cantare e suona la chitarra, ma si trova decisamente più a suo agio con i testi inglesi. Si innamora di Elena diventando il suo ragazzo, per poi infatuarsi di Monica con cui la tradisce. Pentitosi del suo tradimento, decide di dedicarsi solo a Elena capendo di amare solo lei, ma quando le viene diagnosticata un'aritmia lei lo lascia, temendo che Daniele resterebbe con lei solo per accudirla, dato che l'ultima cosa che vuole è che la loro relazione diventi il riflesso speculare del rapporto che Daniele ha con la propria madre. All'esame di maturità passa con 68 su 100.

### Valerio Campitelli
Valerio Campitelli (interpretato da Alessandro Sperduti) è uno degli studenti, dopo aver fatto coming out intraprende una relazione con Filippo, un uomo più grande di lui. La sua famiglia attraversa un difficile periodo a causa dell'arresto del padre, il quale viene accusato di frode bancaria. Stringe una profonda amicizia con Lucia, e dopo aver lasciato Filippo finisce a letto con lei in un momento di debolezza. Sebbene volesse fare un tentativo per stare con Lucia, quest'ultima preferisce a lui il suo ex fidanzato Cesare (anche se la loro storia durerà poco). Valerio e Filippo tornano insieme. All'esame di maturità passa con 96 su 100. Finito il liceo rimane ancora molto legato a Lucia e Cesare restando in buoni rapporti di amicizia con entrambi.

### Monica Morucci
Monica Morucci (interpretata da Chiara Mastalli) si unisce alla classe nella seconda stagione. Ragazza livorosa, solitaria, provocatoria e disillusa, non nasconde l'avversione per i suoi compagni di scuola del Colonna che vengono quasi tutti dall'alta società. Sua madre lavora come domestica, ha sofferto per la mancanza del padre, che per tanto tempo ha ignorato che lei esistesse. Le piace studiare, ma non dà molta importanza al suo futuro, non ritenendo che l'istruzione possa darle un avvenire, è della convinzione che la sua condanna è quella di fare un lavoro modesto al di sotto delle sue possibilità. Svolge diversi lavori. Dopo una breve storia con Daniele, capisce di amare Claudio diventando la sua fidanzata. Grazie all'insistente incoraggiamento di Cicerino e al fatto che il padre ha deciso di entrare nella sua vita, impara a vedere al suo futuro con più ottimismo. Riesce a superare l'esame di maturità con valutazione di 100 su 100.

### Giorgio Gambino
Giorgio Gambino (interpretato da Federico Maria Galante) è il bullo della scuola, ragazzo con un'intelligenza superiore alla media, ma non si applica negli studi. Ama il disegno e i fumetti. Pur circondandosi di amici, non si fida di nessuno, ragazzo aggressivo e intemperante. Vive insieme a suo nonno, un uomo facoltoso, che reputa Giorgio un buono a nulla; Giorgio lo odia dato che indirettamente causò la morte dei suoi genitori, infatti il padre venne ucciso da dei sequestratori dato che il nonno di Giorgio non voleva pagare il riscatto, mentre la madre dopo quel tragico evento si tolse la vita. Avrà una breve storia con la madre del suo compagno di scuola Lorenzo, peraltro sposata. Dopo la morte del nonno, inizia il suo percorso per ritrovare la sua serenità, anche grazie all'affetto di Enea e dei suoi compagni di scuola.

### Jamal Kira
Jamal Kira (interpretato da Angel Tom Karumathy) è lo studente migliore del corso di Enea, la sua famiglia è originaria dell'India. Ama la matematica ai limiti dell'ossessione, Enea lo convince però ad aprirsi di più alla vita di comunità, quando intuisce che la sua passione quasi incontenibile per la matematica lo avrebbe portato a isolarsi. Qualche volta aiuta i suoi genitori al lavoro: gestiscono un ristorante. Ha un rapporto conflittuale con Giorgio il quale si diverte a dargli il tormento, al contrario è molto legato alla sua compagna di banco Susanna. Intraprende una relazione con Annika, ragazza venuta dalla Finlandia con le sue compagne di scuola per un gemellaggio. Nel finale della serie lui e Giorgio appianano le loro divergenze diventando buoni amici.

### Lorenzo Di Francesco
Lorenzo Di Francesco (interpretato da Ivan Olita) è uno studente che è stato costretto a ripetere l'anno due volte. Oltre all'italiano, sa parlare bene anche il russo. Ragazzo intelligente e affascinante, Camilla e Alice si innamorano subito di lui. È italo-russo di prima generazione. Lui e Camilla diventano una coppia, ma poi la ragazza lascia Roma, costretta a tornare dai genitori in Toscana, quindi tentano una relazione a distanza. Affronta un momento di smarrimento quando sua madre tradisce il marito con Giorgio, finendo poi a letto con Alice. Lorenzo perdona sia la madre che Giorgio, infine lui e Camilla si lasciano da buoni amici, dato che ormai Lorenzo capisce di amare soltanto Alice, diventando il suo fidanzato.

### Alice Lovatelli
Alice Lovatelli (interpretata da Giulia Gorietti) è la ragazza più popolare della scuola, la sua è una famiglia ricca, il suo passatempo preferito è l'equitazione. Si innamora di Lorenzo il quale però la rifiuta preferendo a lei Camilla. Quest'ultima lascia Roma per tornare in Toscana, e in un momento di sconforto Francesco la tradisce andando a letto con Alice. Il padre affronta una bancarotta, ciò porterà Alice a essere meno superficiale e vanitosa, imparando a essere più di sostegno alla famiglia. Lorenzo capisce di amarla e i due intraprendono una relazione, la famiglia decide di trasferirsi a Singapore ma con il consenso del padre, Alice rimane a Roma con il suo amato Lorenzo.

### Mario Rossetti
Mario Rossetti (interpretato da Tommaso Arnaldi) è il burlone della classe, il tipico romano DOC, prende la vita con ironia, in realtà si comporta così solo per nascondere le sue insicurezze e la sua fragilità. Lui e Lorenzo sono molto amici. È innamorato di Chiara che però lo vede più che altro come un amico, tanto da intraprendere una relazione con Vasco. Mario, proprio per via del rifiuto di Chiara, sfoga la sua frustrazione rischiando di sprofondare nell'alcolismo, decidendo poi di mettere la testa a posto capendo che la sua stava diventando una dipendenza. Chiara lascia Vasco capendo di amare Mario i due finalmente si mettono insieme. 

### Chiara Morandini
Chiara Morandini (interpretata da Carlotta Tesconi) è la rappresentante del corpo studenti, ragazza autoritaria che non tollera i comportamenti infantili, sua madre è una scrittrice di successo. Si oppone sempre allo strapotere dei docenti ritenendo che gli studenti debbano avere più voce in capitolo sulle scelte scolastiche. È una brava ragazza ma troppo assorbita dai suoi problemi, tanto da apparire insensibile davanti ai sentimenti degli altri. All'inizio intraprende una relazione con Vasco, il quale non fa che tradirla, anche perché lei lo perdona con facilità essendo arrendevole davanti al suo fascino da "cattivo ragazzo" ma dopo l'ennesima infedeltà, lo lascia definitivamente capendo inoltre di amare Mario, diventando la sua fidanzata.

## Personaggi secondari
- Carlo Maria Pera, interpretato da Gigio Alberti. 
Preside del Colonna, ha una relazione clandestina con Melanie, tradendo la moglie, ed è combattuto tra i sentimenti per lei e il suo ruolo di marito. Melanie decide di chiudere la loro storia, capendo di non amarlo più, tenterà di riconquistarla ma poi si rassegna capendo che lui e Melanie non hanno un futuro. Incontrando una sua vecchia amica, decide di mettersi in viaggio con lei, si licenzia e Cavicchioli subentra al suo posto come nuovo preside.

- Cesare Schifani, interpretato da Lorenzo Richelmy. 
È uno studente, suo padre è un giornalista. Buon amico di Claudio, ha segretamente una relazione con Lucia, arrivando a metterla incinta. Ha un rapporto altalenante con Valerio: di fatto sono buoni amici ma lo vede come una minaccia dato che Lucia è innamorata di lui. Cesare decide di assumersi le sue responsabilità come padre, lui e Lucia diventano una coppia, ma poi decidono di lasciarsi in quanto tra loro c'è affetto ma non amore. All'esame di maturità passa con 63 su 100.

- Lucia Manetti, interpretata da Alice Teghil. 
È una studentessa, scopre di aspettare un bambino da Cesare. Lei e Valerio sono molto amici, oltre al fatto che è innamorata di lui nonostante l'omosessualità del ragazzo. Una volta nato il suo bambino, tenta di allontanarsi dai suoi genitori, lei e Valerio finiscono a letto insieme, ma decide di tagliarlo fuori dalla sua vita, mettendosi con Cesare. La loro storia però non dura molto, Lucia infatti comprende che non possono stare insieme solo perché hanno un figlio. All'esame di maturità passa con 82 su 100. Lei e Cesare crescono il bambino insieme, anche se non come coppia, inoltre Lucia e Valerio tornano a essere amici.

- Cristiano Malagò, interpretato da Daniele De Angelis. 
È uno studente, follemente innamorato della sua fidanzata Margherita, alla quale è sempre devoto, sebbene più volte con i suoi comportamenti impulsivi e irresponsabili, Malagò ha quasi rischiato di perderla in varie circostanze. Nella seconda stagione rischia di diventare dipendente dal gioco d'azzardo, cosa che gli costa quasi l'amore di Margherita, che però alla fine lo perdona. All'esame di maturità passa con 60 su 100. Enea nella terza stagione scopre che Malagò dopo il liceo ha iniziato a lavorare in ospedale come infermiere.

- Margherita Zanobini, interpretata da Giuditta Avossa.
È una studentessa, storica fidanzata di Malagò. Nella prima stagione è presente solo nelle prime tre puntate, per poi trasferirsi a Ginevra per sfuggire ad una situazione diventata insostenibile per via di un video girato con Malagò mentre i due facevano sesso. Alla fine della però torna di nuovo a Roma e a settembre ricomincerà a frequentare il liceo Colonna. Durante la seconda stagione rompe col ragazzo quando scopre che se l'era "giocata" in una partita di poker per mancanza di denaro. Dopo gli esami i due tornano insieme. All'esame di maturità passa con 86 su 100.

- Laura Massera e Stefania Nardi, interpretate da Gabriela Belisario e Veronica Sprizzi.
Sono le compagne di classe di Elena, le quali la invitano a entrare nella "Club della Prima Volta" il cui scopo è quello di prepararsi al momento in cui perderanno la verginità. Sono quasi ossessionate dal sesso, infatti sono piuttosto smaliziate. Laura perde la verginità con Lucio per poi mettersi insieme a Giacomo, sebbene lei e Stefania non appaiono più dopo il finale della prima stagione.

- Jasmine Bakayoko, interpretata da Lara Okwe Nyasa. 
Figlia dell'ambasciatore della Costa d'Avorio, studentessa del Colonna, molto snob ed alla moda. Lucio non fa che correrle dietro, Jasmine capisce poi di provare dei sentimenti per lui ma Lucio decide di respingerla prendendo atto che quella per lei era solo un'infatuazione ma di non amarla. Nella seconda stagione diventerà più amica di Elena, infatti le due ragazze partiranno insieme per le vacanze in Costa d'Avorio, paese nativo di Jasmine. All'esame di maturità passa con 80 su 100.

- Costanza Catania, interpretata da Carla Buttarazzi. 
È la "secchiona" della classe, suo padre è un avvocato mentre la madre un magistrato. Aspira un giorno a diventare scrittrice, dichiara di essere atea. All'inizio della serie è l'unica a rispettare il Cicerino. Su consiglio di Valentina comincerà a curarsi un po' di più per sembrare più bella, successivamente avrà un calo dei voti, abbandonando così il ruolo della "secchiona" che le era stato etichettato nella prima stagione. Tuttavia all'esame di maturità passa con 100 su 100.

- Valentina Croce, interpretata da Marzia Bordi. 
È una studentessa, classica ragazza "modaiola" e vanitosa. È ossessionata dal suo aspetto fisico, ma solo perché nel profondo è un po' insicura. Il suo fidanzato non fa che trascurarla o darla per scontata, tanto che lei lo tradisce con un altro durante una gita scolastica. È una ragazza di buon cuore, ed è molto amica di Costanza e Jasmine. All'esame di maturità passa con 65 su 100.

- Giacomo Tommasi, interpretato da Arturo Filastó.
È uno studente, preso in giro dai suoi compagni venendo considerato il pagliaccio della classe, è l’ammiratore segreto della prof.ssa Desmoulins che però non ricambia i suoi sentimenti, alla fine della prima stagione si fidanza con Laura Massera cercando di riconquistare la dignità perduta da parte della classe. All’esame di maturità passa con 78 su 100.

- Fabio Petrucci, interpretato da Damiano Russo. 
È uno studente, esperto di informatica. Ha un debole per le belle ragazze, sebbene per lui sia difficile riscuotere successo con l'altro sesso. Ragazzo allegro e sarcastico che non prende le cose con troppa serietà. All'esame di maturità passa con 63 su 100.

- Raffaele Reviglio, interpretato da Antonio Giampaolo. 
Anche lui fa parte della 2à A e lo si vede spesso insieme a Claudio e Cesare ma ha un ruolo più marginale rispetto agli altri. Nella seconda stagione non compare mai ma viene mostrato che ha superato l'esame di maturità con 70 su 100.

- Maria Pia Corvi, interpretata da Marta Mangiucca. 
È una studentessa. Ragazza piuttosto silenziosa, è innamorata di Petrucci e condivide con lui la stessa passione per l'informatica. Appare solo nella prima stagione.

- Davide Pavoncello, interpretato da Raffaele Vannoli. 
È l'inserviente del liceo Colonna, stringe subito amicizia con Cicerino, è un uomo simpatico, inoltre è segretamente innamorato di Enrica. Ha l'hobby della fotografia, tanto che in un episodio il Colonna espone una mostra con le sue fotografie. Nella seconda e nella terza stagione il suo ruolo diventa più marginale.

- Filippo, interpretato da Edoardo Gabbriellini. 
È il fidanzato di Valerio, si sono conosciuti quando Valerio lo aveva investito con la sua auto. È più grande di Valerio, lavora come carpentiere, è un uomo gentile e paziente.

- Vittorio Rizzo, interpretato da Franco Branciaroli. 
È il padre di Claudio e Francesco, è un uomo ricco e benestante. Quando le condizioni di salute di quest'ultimo sono peggiorate, e anche in seguito alla sua morte, pur volendo bene a Claudio non è stato in grado di dargli il supporto emotivo di cui lui aveva bisogno. Si trasferisce a Baltimora con la moglie mentre Claudio resta a Roma.

- Sergio Pregoni, interpretato da Giorgio Colangeli.
È il padre di Lucio, a capo di una concessionaria, è di destra ed è fiero di esserlo. Anche se Lucio gli vuole bene, non condivide pienamente i suoi valori, dato che Sergio pensa solo ai soldi e al prestigio sociale. Muore per un malore dopo aver litigato con Lucio lasciando quest'ultimo con il rimpianto di non essersi riconciliato con lui.

- Giancarlo Campitelli, interpretato da Claudio Botosso.
È il padre di Valerio, importante banchiere che dopo aver truffato Sergio Pregoni viene arrestato per bancarotta fraudolenta. Nella seconda stagione gli vengono concessi gli arresti domiciliari.

- Doriana Cook, interpretata da Agnese Nano.
È la madre di Daniele Cook che sovente soffre di manie depressive e non si cura del figlio. Nella seconda stagione Antonio esce con lei per far ingelosire Enrica.

- Signor Zanobini, interpretato da Daniele Formica.
È il padre di Margherita. Compare solo in un episodio e non ha un buon rapporto con la figlia.

- Signora Campitelli, interpretata da Antonella Attili.
È la madre di Valerio e come il marito fa fatica ad accettare la sua omoessualità.

- Umberto Rizzo, interpretato da Pietro De Silva.
È lo zio di Claudio, il quale lo prende in custodia dopo che Vittorio lascia Roma per partire a Baltimora. Claudio non va molto d'accordo con lui dato che è un uomo snob e classista.

- Gianni Cervetti, interpretato da Paolo Sassanelli.
È il padre di Monica, il quale per tanto tempo non sapeva dell'esistenza della figlia. È un uomo di successo che ha fatto carriera nelle televendite. Ha una moglie dalla quale ha avuto una seconda figlia, Sofia. Lui e Monica si conoscono per caso, e quando scopre di essere suo padre decide di entrare nella sua vita.

- Ingegnere Tedeschi, interpretato da Gigi Angelillo.
È un ricco e anziano ingegnere non vedente che dà lavoro e ospitalità a Monica e sua madre.

- Camilla Pannone, interpretata da  Virginia Valsecchi.
È la nipote di Enea, lascia Viareggio per trasferirsi a Roma con lo zio frequentando il Colonna, anche perché stufa dei suoi genitori, il cui metodo educativo basato sulla ferrea disciplina si rivela fin troppo soffocante e ai limiti della sopportazione. Diventa amica di Alice, ma poi intraprende una relazione con Lorenzo, il quale piace anche ad Alice, causando uno strappo tra le due ragazze. Viene sorpresa nel bagno della scuola con della marijuana, dunque i genitori per punirla la riportano a Viareggio. Lorenzo la tradisce con Alice, e questo porta alla fine della loro relazione, ma in ogni caso Camilla si separa da Lorenzo in amicizia.

- Marco, interpretato da Denis Fasolo. 
È un giocatore di poker che frequenta la stessa bisca di Malagò. Quest'ultimo perde una partita contro di lui e non avendo i soldi per coprire la perdita arriva a scommettere la fidanzata Margherita, la quale delusa da lui intraprende una relazione con Marco anche se poi lo lascia non avendo nulla in comune con lui. Malagò restituisce a Marco i soldi che gli doveva allontanandolo definitivamente da Margherita.

- Susanna Gargione, interpretata da Greta Scarano. 
È una studentessa, lavora insieme ai suoi genitori che di professione fanno i fruttivendoli. Tra i membri della sua classe è la prima che stringe amicizia con Jamal, è sempre dalla sua parte, tra i due c'è anche un po' di attrazione, ma scopre di essere lesbica quando si innamora di Elena, studentessa venuta dalla Finlandia per un gemellaggio.

- Martina Campanella, interpretata da Chiara Gensini.
Supplente di storia e filosofia, è una madre single, viene da fuori città, si è trasferita a Roma dato che la sua famiglia non accettava la sua gravidanza. Al tempo in cui rimase incinta frequentava due uomini: Andrea e Jorge, e infatti non ha mai voluto scoprire chi tra i due fosse il padre del bambino. Lei e Francesca diventano buone amiche.

- Antonio Giulio Poppi, interpretato da Marco Bonini. 
Sostituisce Enrica come nuovo professore di storia dell'arte, è un pittore che però non ha mai fatto carriera, per racimolare più soldi vende i suoi quadri alle televendite. Apparentemente sembra un donnaiolo, ma in realtà è un marito devoto e un padre affettuoso.

- Maristella Amoruso, interpretata da Lucia Ocone. 
Sostituisce Cavicchioli come insegnante di greco e latino dopo che quest'ultimo ottiene la promozione a preside. È severa con i suoi studenti, ma probabilmente è solo una valvola di sfogo per via della sua poco appagante vita privata, pur essendo una donna molto passionale è costretta a prendersi cura della sua anziana e insopportabile madre, la quale porta le sue badanti all'esasperazione tanto che tutte si licenziano. Inizialmente è attratta da Enea (il quale non ricambia minimamente) ma poi si innamora di Cavicchioli con cui intraprende una relazione.

- Ginevra Del Greco, interpretata da Sethi Lara Cavicchioli.
È una studentessa, una delle migliori amiche di Alice, la quale pur volendole bene, spesso trova Ginevra soffocante e inopportuna, infatti Ginevra essendo un po' insicura tende ad appiccicarsi ad Alice rivelandosi anche fin troppo gelosa di lei.

- Niccolò Falaschi, interpretato da Matteo Liofredi. 
È uno studente, è tra i migliori amici di Giorgio, come lui ha un atteggiamento piuttosto prevaricante. Nonostante il suo comportamento prepotente e superficiale, sembra tenere veramente a Giorgio.

- Ascanio Conti, interpretato da Emanuele Ajello. 
È uno studente, un membro della "banda" di Giorgio, segue sempre il gruppo, è un ragazzo dal temperamento tracotante. Una delle sue specialità è quella di ritoccare le fotografie con il computer.

- Victor Tamborra, interpretato da Uriel De Nola. 
È uno studente, un membro del gruppo di Giorgio, insieme ad Ascanio e Niccolò, in particolare la vittima preferita delle loro prepotenze è Jamal, anche se alla fine Giorgio impone a Victor e agli altri di lasciarlo in pace, anche perché ormai Jamal si era già dimostrato in grado di difendersi da loro.

- Veronica Lopez, interpretata da Martina Carletti. 
È una studentessa, è la migliore amica di Chiara, sempre al suo fianco nelle "crociate" per i diritti degli studenti. È una persona gentile, al contrario di Chiara è più sensibile e realista. Per un po' di tempo ha avuto dei problemi di cleptomania.

- Vasco Lopez, interpretato da Stefano Masciolini.
È uno studente, fratello maggiore di Veronica. È un playboy, intraprende una relazione con Chiara, pur tenendo a lei non si astiene dal tradirla con altre ragazze: secondo Veronica lui si comporta così solo come forma di ribellione nei confronti del padre, non avendone mai accettato l'omosessualità. Chiara lo lascia, e sebbene Vasco fosse dispiaciuto per il suo comportamento tentando anche di riconciliarsi con lei, Chiara lo taglia fuori dalla sua vita avendo capito che Vasco non è in grado di cambiare e che finirebbe col tradirla nuovamente.

- Mia Zacchini, interpretata da Silvia Quondamstefano.
È una studentessa, buona amica di Alice e Ginevra. Avendo messo il suo insegnante Poppi su un piedistallo, si infatuerà di lui, cosa che sfocia in un senso di inadeguatezza nei confronti del suo corpo diventando ossessionata dal peso. Grazie a Poppi ritrova la sua autostima, pur avendo superato la cotta per lui, continuerà a stimarlo come persona.

- Lidia, interpretata da Magdalena Grochowska.
È la madre di Lorenzo, originaria della Russia, di professione fa l'attrice. In un momento di sconforto cede al corteggiamento di Giorgio, andando a letto con lui, tradendo il marito, pentendosene subito. Quando Lorenzo lo scopre, finisce col disprezzarla, ma poi trova il coraggio di perdonarla.

- Michele Boccagna, interpretato da  Giorgio Marchesi. 
È il marito di Francesca, è paranoico e possessivo con lei, incapace di essere un marito premuroso dato che non è in grado di trattare Francesca come una compagna, ma solo come una sua proprietà. Quest'ultima divorzia da lui dopo le sue infedeltà, Michele tenta di riconquistarla ma lei ormai capisce di amare Enea. Francesca scopre che Michele, dopo la loro separazione, ha una nuova compagna, trasformandosi in un uomo allegro e gentile, lasciando in Francesca il dubbio che forse era proprio lei la causa dei suoi comportamenti egoisti e puerili.

- Eddy, interpretato da Max Mazzotta. 
È un vecchio amico di Enea. In gioventù era un ragazzo prodigio, viveva solo per la matematica, in soli tre anni si è laureato alla Normale di Pisa, ma poi isolandosi da tutti divenne preda della follia, ossessionato da inverosimili idee complottiste. Attualmente vive in una comunità, Jamal stringe amicizia con lui.